# Pustynia Tule (Nevada)
Pustynia Tule – amerykańska pustynia w Hrabstwie Lincoln w stanie Nevada, blisko granicy z Utah. Zlokalizowana jest północno-wschodniej części Gór Mormon.